# Stephan Báthory von Somlyó
Stephan Báthory von Somlyó (ungarisch Somlyói Báthory István [ˈʃomjoːi ˈbaːtori ˈiʃtvaːn]; * 1477; † 17. März 1534) entstammte em einflussreichen siebenbürgischen Adelsgeschlecht Báthory. Somlyó bezieht sich auf den Ort Șimleu Silvaniei (dt. Schomlenmarkt, ungarisch Szilágysomlyó) in Siebenbürgen. 

## Leben
Nach der Schlacht von Mohács im Jahre 1526 unterstützte er die Wahl des bisherigen Woiwoden von Siebenbürgen Johann Zápolya zum König von Ungarn und wurde von diesem 1529 zum Woiwoden von Siebenbürgen ernannt.
Mit seiner Frau Katherina Telegdi hatte er acht Kinder:
- Elisabeth (?–1562)
- Nikolaus (* 1516)
- Katharina (* 1516)
- Andreas († 1563)
- Sophia
- Anna (?–1570), Mutter von Elisabeth Báthory, dreimal verheiratet, 1. Eheschließung 1539
- Christoph Báthory (1530–1581), regierte in Vertretung seines Bruders Stefan das Fürstentum Siebenbürgern.
- Stefan (1533–1586), zuerst Woiwode (Fürst) von Siebenbürgen, später König von Polen und Großfürst von Litauen[1]